# Gran Premio de las Américas de Motociclismo de 2022
El Gran Premio de las Américas de 2022 (oficialmente Red Bull Grand Prix of the Americas) fue la cuarta prueba del Campeonato del Mundo de Motociclismo de 2022. Tuvo lugar el fin de semana del 8 al 10 de abril de 2022 en el Circuito de las Américas, situado en la ciudad de Austin, Texas (Estados Unidos).
La carrera de MotoGP fue ganada por Enea Bastianini, seguido de Álex Rins y Jack Miller. Tony Arbolino fue el ganador de la prueba de Moto2, por delante de Ai Ogura y Jake Dixon. La carrera de Moto3 fue ganada por Jaume Masiá, Dennis Foggia fue segundo y Andrea Migno tercero.

## Resultados

### Resultados MotoGP
| Pos.    | N.º | Piloto                | Equipo                       | Constructor | Vueltas | Tiempo    | Parrilla | Puntos |
| ------- | --- | --------------------- | ---------------------------- | ----------- | ------- | --------- | -------- | ------ |
| 1       | 23  | Enea Bastianini       | Gresini Racing MotoGP        | Ducati      | 20      | 41:23.111 | 5        | 25     |
| 2       | 42  | Álex Rins             | Team Suzuki Ecstar           | Suzuki      | 20      | +2.058    | 7        | 20     |
| 3       | 43  | Jack Miller           | Ducati Lenovo Team           | Ducati      | 20      | +2.312    | 2        | 16     |
| 4       | 36  | Joan Mir              | Team Suzuki Ecstar           | Suzuki      | 20      | +3.975    | 8        | 13     |
| 5       | 63  | Francesco Bagnaia     | Ducati Lenovo Team           | Ducati      | 20      | +6.045    | 3        | 11     |
| 6       | 93  | Marc Márquez          | Repsol Honda Team            | Honda       | 20      | +6.617    | 9        | 10     |
| 7       | 20  | Fabio Quartararo      | Monster Energy Yamaha MotoGP | Yamaha      | 20      | +6.760    | 6        | 9      |
| 8       | 89  | Jorge Martín          | Pramac Racing                | Ducati      | 20      | +8.441    | 1        | 8      |
| 9       | 5   | Johann Zarco          | Pramac Racing                | Ducati      | 20      | +12.375   | 4        | 7      |
| 10      | 12  | Maverick Viñales      | Aprilia Racing               | Aprilia     | 20      | +12.642   | 14       | 6      |
| 11      | 41  | Aleix Espargaró       | Aprilia Racing               | Aprilia     | 20      | +12.947   | 13       | 5      |
| 12      | 33  | Brad Binder           | Red Bull KTM Factory Racing  | KTM         | 20      | +13.376   | 17       | 4      |
| 13      | 44  | Pol Espargaró         | Repsol Honda Team            | Honda       | 20      | +17.961   | 12       | 3      |
| 14      | 30  | Takaaki Nakagami      | LCR Honda Idemitsu           | Honda       | 20      | +18.770   | 10       | 2      |
| 15      | 04  | Andrea Dovizioso      | WithU Yamaha RNF MotoGP Team | Yamaha      | 20      | +29.319   | 15       | 1      |
| 16      | 21  | Franco Morbidelli     | Monster Energy Yamaha MotoGP | Yamaha      | 20      | +29.129   | 19       |        |
| 17      | 10  | Luca Marini           | Mooney VR46 Racing Team      | Ducati      | 20      | +29.630   | 11       |        |
| 18      | 88  | Miguel Oliveira       | Red Bull KTM Factory Racing  | KTM         | 20      | +32.002   | 20       |        |
| 19      | 25  | Raúl Fernández        | Tech 3 KTM Factory Racing    | KTM         | 20      | +37.062   | 21       |        |
| 20      | 87  | Remy Gardner          | Tech 3 KTM Factory Racing    | KTM         | 20      | +42.442   | 22       |        |
| 21      | 49  | Fabio Di Giannantonio | Gresini Racing MotoGP        | Ducati      | 20      | +42.887   | 18       |        |
| 22      | 40  | Darryn Binder         | WithU Yamaha RNF MotoGP Team | Yamaha      | 20      | +1:42.171 | 24       |        |
| Ret     | 72  | Marco Bezzecchi       | Mooney VR46 Racing Team      | Ducati      | 2       | Caída     | 16       |        |
| Ret     | 73  | Álex Márquez          | LCR Honda Castrol            | Honda       | 5       | Caída     | 23       |        |
| Fuente: |     |                       |                              |             |         |           |          |        |

### Resultados Moto2
| Pos.    | N.º | Piloto                  | Constructor | Vueltas | Tiempo         | Parrilla | Puntos |
| ------- | --- | ----------------------- | ----------- | ------- | -------------- | -------- | ------ |
| 1       | 14  | Tony Arbolino           | Kalex       | 18      | 39:06.5520     | 4        | 25     |
| 2       | 79  | Ai Ogura                | Kalex       | 18      | +3.439         | 11       | 20     |
| 3       | 96  | Jake Dixon              | Kalex       | 18      | +4.787         | 6        | 16     |
| 4       | 23  | Marcel Schrötter        | Kalex       | 18      | +14.529        | 13       | 13     |
| 5       | 9   | Jorge Navarro           | Kalex       | 18      | +16.347        | 7        | 11     |
| 6       | 52  | Jeremy Alcoba           | Kalex       | 18      | +17.388        | 15       | 10     |
| 7       | 64  | Bo Bendsneyder          | Kalex       | 18      | +17.631        | 12       | 9      |
| 8       | 16  | Joe Roberts             | Kalex       | 18      | +19.784        | 16       | 8      |
| 9       | 37  | Augusto Fernández       | Kalex       | 18      | +24.595        | 18       | 7      |
| 10      | 7   | Barry Baltus            | Kalex       | 18      | +30.291        | 20       | 6      |
| 11      | 75  | Albert Arenas           | Kalex       | 18      | +33.475        | 5        | 5      |
| 12      | 42  | Marcos Ramírez          | MV Agusta   | 18      | +34.785        | 14       | 4      |
| 13      | 18  | Manuel González         | Kalex       | 18      | +34.988        | 23       | 3      |
| 14      | 12  | Filip Salač             | Kalex       | 18      | +37.786        | 19       | 2      |
| 15      | 5   | Romano Fenati           | Boscoscuro  | 18      | +38.408        | 21       | 1      |
| 16      | 19  | Lorenzo Dalla Porta     | Kalex       | 18      | +1:19.999      | 25       |        |
| 17      | 4   | Sean Dylan Kelly        | Kalex       | 18      | +1:24.437      | 28       |        |
| Ret     | 6   | Cameron Beaubier        | Kalex       | 17      | Caída          | 1        |        |
| Ret     | 28  | Niccolò Antonelli       | Kalex       | 12      | Enfermedad     | 27       |        |
| Ret     | 40  | Arón Canet              | Kalex       | 7       | Caída          | 3        |        |
| Ret     | 13  | Celestino Vietti        | Kalex       | 4       | Caída          | 2        |        |
| Ret     | 51  | Pedro Acosta            | Kalex       | 3       | Caída          | 10       |        |
| Ret     | 61  | Alessandro Zaccone      | Kalex       | 3       | Retirado       | 26       |        |
| Ret     | 24  | Simone Corsi            | MV Agusta   | 2       | Caída          | 29       |        |
| Ret     | 2   | Gabriel Rodrigo         | Kalex       | 0       | Caída múltiple | 24       |        |
| Ret     | 35  | Somkiat Chantra         | Kalex       | 0       | Caída múltiple | 17       |        |
| Ret     | 22  | Sam Lowes               | Kalex       | 0       | Caída múltiple | 9        |        |
| Ret     | 54  | Fermín Aldeguer         | Boscoscuro  | 0       | Caída múltiple | 8        |        |
| Ret     | 84  | Zonta van den Goorbergh | Kalex       | 0       | Caída múltiple | 22       |        |
| Fuente: |     |                         |             |         |                |          |        |

### Resultados Moto3
| N.º     | Piloto | Constructor      | Vueltas   | Tiempo | Parrilla  | Puntos |    |
| ------- | ------ | ---------------- | --------- | ------ | --------- | ------ | -- |
| 1       | 5      | Jaume Masiá      | KTM       | 17     | 38:58.286 | 5      | 25 |
| 2       | 7      | Dennis Foggia    | Honda     | 17     | +0.172    | 2      | 20 |
| 3       | 16     | Andrea Migno     | Honda     | 17     | +0.394    | 1      | 16 |
| 4       | 71     | Ayumu Sasaki     | Husqvarna | 17     | +0.490    | 9      | 13 |
| 5       | 53     | Deniz Öncü       | KTM       | 17     | +1.113    | 4      | 11 |
| 6       | 43     | Xavier Artigas   | CFMoto    | 17     | +1.576    | 3      | 10 |
| 7       | 28     | Izan Guevara     | Gas Gas   | 17     | +2.887    | 10     | 9  |
| 8       | 99     | Carlos Tatay     | CFMoto    | 17     | +8.208    | 13     | 8  |
| 9       | 54     | Riccardo Rossi   | Honda     | 17     | +8.370    | 16     | 7  |
| 10      | 24     | Tatsuki Suzuki   | Honda     | 17     | +8.478    | 15     | 6  |
| 11      | 48     | Iván Ortolá      | KTM       | 17     | +10.084   | 21     | 5  |
| 12      | 19     | Scott Ogden      | Honda     | 17     | +10.272   | 12     | 4  |
| 13      | 82     | Stefano Nepa     | KTM       | 17     | +10.424   | 11     | 3  |
| 14      | 31     | Adrián Fernández | KTM       | 17     | +17.967   | 18     | 2  |
| 15      | 20     | Lorenzo Fellon   | Honda     | 17     | +18.088   | 27     | 1  |
| 16      | 72     | Taiyo Furusato   | Honda     | 17     | +20.563   | 24     |    |
| 17      | 6      | Ryusei Yamanaka  | KTM       | 17     | +21.433   | 20     |    |
| 18      | 66     | Joel Kelso       | KTM       | 17     | +21.959   | 17     |    |
| 19      | 23     | Elia Bartolini   | KTM       | 17     | +29.099   | 29     |    |
| 20      | 87     | Gerard Riu       | KTM       | 17     | +34.336   | 22     |    |
| 21      | 64     | Mario Aji        | Honda     | 17     | +34.295   | 28     |    |
| 22      | 38     | David Salvador   | Husqvarna | 17     | +39.396   | 23     |    |
| 23      | 22     | Ana Carrasco     | KTM       | 17     | +1:02.131 | 25     |    |
| Ret     | 96     | Daniel Holgado   | KTM       | 16     | Caída     | 7      |    |
| Ret     | 27     | Kaito Toba       | KTM       | 16     | Caída     | 8      |    |
| Ret     | 10     | Diogo Moreira    | KTM       | 15     | Caída     | 6      |    |
| Ret     | 18     | Matteo Bertelle  | KTM       | 15     | Caída     | 19     |    |
| Ret     | 11     | Sergio García    | Gas Gas   | 12     | Retirado  | 14     |    |
| Ret     | 70     | Joshua Whatley   | Honda     | 5      | Retirado  | 26     |    |
| DNS     | 67     | Alberto Surra    | Honda     |        | No corrió |        |    |
| 1. 2.   |        |                  |           |        |           |        |    |
| Fuente: |        |                  |           |        |           |        |    |